# Hark! The Herald Angels Sing
Hark! The Herald Angels Sing ist ein englisches Weihnachtslied.

## Geschichte
Der Hauptteil des Textes stammt von Charles Wesley; er wurde 1739 in dessen Sammlung Hymns and Sacred Poems veröffentlicht. Dort beginnt der Text mit der Zeile “Hark! How All The Welkin Rings / Glory To The King of Kings”. George Whitefield, der mit Wesley zusammenarbeitete, änderte es später in die heutige Fassung.
Zunächst sang man den Text auf die Melodie von Amazing Grace. Wesley selbst benutzte die gleiche Melodie wie für den Oster-Hymnus Christ the Lord is Risen Today.
Die jetzige Melodie des Liedes geht auf Felix Mendelssohn Bartholdy zurück. Sie war ursprünglich Teil des Festgesangs zum Gutenbergfest, den Mendelssohn 1840 zur „vierten Säcularfeier der Erfindung der Buchdruckerkunst“ in Leipzig komponierte.
1855 adaptierte William Hayman Cummings die Melodie Mendelssohns des zweiten Chores „Vaterland, in deinen Gauen“ und unterlegte sie mit Wesleys Text, das dann bereits 1861 als Kontrafaktur in einem Gesangbuch erschien.
Als der englische Verleger Edward Buxton Mendelssohn bat, die Gutenberg-Kantate für eine Publikation in England mit einem geistlichen Text unterlegen zu dürfen, lehnte dieser es strikt ab.

## Rezeption
Dem Australier Nigel Poole will eine Ähnlichkeit der melodischen und harmonischen Struktur von Mendelssohns Melodie mit J.S. Bachs Gavotte aus der Orchestersuite Nr. 4 aufgefallen sein, was ihn zu einem Arrangement der Gavotte veranlasste, das er 2006 als Bach’s Christmas Carol für gemischten Chor und Klavierbegleitung veröffentlichte.
Eine deutsche Übersetzung des Liedtextes unter dem Titel Hört den Sang vom Himmel her wurde von Peter Maternus erstellt. Im freikirchlichen Raum ist die Übersetzung Unser Heiland ist nun da von Johannes Haas geläufig. Eine weitere deutsche Übersetzung von Johannes Jourdan unter dem Titel In das Warten dieser Welt wurde in den Limburger und den Aachener Diözesanteil des katholischen Gesangbuchs Gotteslob aufgenommen (GL 749 bzw. 746).
Im Gesangbuch der Evangelisch-methodistischen Kirche findet sich unter Nr. 176 eine dreistrophige deutsche Fassung, die von Armin Jetter und Ulrike Voigt gemeinsam erstellt wurde, unter Nr. 177 eine weitere dreistrophige Fassung von Günter Balders.
Das seit 2009 jährlich im Adventsfest der 100.000 Lichter aufgeführte Friedenslicht-Lied 100.000 Friedenslichter basiert auf Mendelssohns Melodie, der Text in drei Strophen stammt von Kristina Bach.